# Crevette nordique du Canada
Pandalus borealis
Espèce
Pandalus borealis ou crevette nordique. C'est la crevette la plus commune dans l'est du Canada. On la retrouve depuis les côtes du Maine jusqu'au détroit de Davis ainsi que dans l'estuaire du St-Laurent (Les crevettes du golfe). C'est aussi la crevette fraîche ou surgelée la plus consommée dans l'est de l'Amérique du Nord.
Elle fait l'objet d'une pêche abondante (environ 60 000 tonnes en 2000), mais les études montrent que sa population est en déclin depuis 2008 environ (14 000 tonnes pêchées en 2023) et les prévisions sont très pessimistes, à tel point que le Ministère des Pêches et Océans envisage une fermeture partielle pour 2024.
Les jeunes naissent mâles, puis deviennent femelles en vieillissant.